# Michał Chrenicki
Michał Chrenicki (Chrynicki) herbu własnego – łowczy wołyński w latach 1617-1627/1628.
Deputat na Trybunał Główny Koronny z województwa wołyńskiego w 1615, 1622 roku.